# Богданова-Чеснокова, Гликерия Васильевна
Глике́рия Васи́льевна Богда́нова-Чесноко́ва (1904—1983) — советская русская актриса театра и кино, звезда оперетты. Народная артистка РСФСР (1970).

## Биография
Родилась 13 (26 мая) 1904 года. В 20 лет окончила Школу академической русской драмы при Александринском театре.
В 1924—1926 годах — актриса «Свободного театра» в Ленинграде, в 1927 году — Петрозаводского театра, 1928—1929 годах — концертной организации при Губпрофсовете в Ленинграде, в 1929—1930 годах — актриса эстрады Посредрабиса, в 1931—1933 годах — актриса Ленгосэстрады.
В 1934—1937 годах — актриса Ленинградского мюзик-холла.
В 1939—1941 годах работала в Театре эстрады и миниатюр под руководством Аркадия Райкина.
В 1941—1945 годах — во фронтовом ансамбле оперетты п/р Б. Бронской, выезжала на передовую, где дала около 3000 выступлений.
С 1946 года — актриса Ленинградского государственного театра музыкальной комедии.
В кино снималась с 1931 года. Одной из первых ролей должна была стать небольшая роль в фильме «Путёвка в жизнь» вместе с Риной Зелёной, однако из-за производственного брака эпизод был сокращён. Первая заметная роль — Мария Михайловна в комедии «Укротительница тигров». Самой известной ролью Богдановой-Чесноковой в кино стала Каролина в оперетте «Мистер Икс», а самой популярной — Амалия, в экранизации «Летучей мыши» (крошечный эпизод «охоты на мужчин» и «стрельбы глазами» с Ольгой Волковой). Ей довелось дважды исполнить роль Елены Станиславовны Боур в телеспектакле и фильме «Двенадцать стульев», Леонид Гайдай специально звонил коллеге режиссёру Александру Белинскому с просьбой пригласить Богданову-Чеснокову в свой фильм. Также дважды сыграла волшебницу Канимуру в постановках «Захудалое королевство» 1967 и 1978 годов.
Умерла 17 апреля 1983 года в Ленинграде, похоронена на Серафимовском кладбище (23 уч.).

## Семья
- Мать — Евдокия Григорьевна Богданова. Погибла в бомбёжку во время блокады Ленинграда в 1942 году.
- Муж — Семён Иванович Чесноков (на памятнике написано «Честноков») (1901—1945), комедийный актёр Вольного театра, Ленинградского мюзик-холла под руководством Леонида Утёсова, старший брат известного актера, Народного артиста СССР (1960) Владимира Честнокова (1904—1968), который был художественным руководителем Ленинградского драматического театра им. А. С. Пушкина. Умер сразу после победы в 1945 году в Ленинграде.
- Дочь. Погибла в бомбёжку во время блокады Ленинграда в 1942 году.

## Театральные роли
1. Гапуся («Свадьба в Малиновке» Б. А. Александрова)
2. Клементина Марич («Вольный ветер» И. О. Дунаевского)
3. Оливия Хичкок («Одиннадцать неизвестных» Н. В. Богословского) (1947)
4. Хивря («Сорочинская ярмарка» А. П. Рябова)
5. Свиньина («Табачный капитан» В. В. Щербачёва)
6. Серафима Степановна («Белая акация» И. О. Дунаевского) (1956)
7. Розалия («Поцелуй Чаниты» Ю. С. Милютина) (1957)
8. мамаша Рыымуокс («Только мечта» Б. В. Кырвера), (1959)
9. Барбалэ («Кето и Котэ» В. И. Долидзе)
10. мадам Арно («Фиалка Монмартра» И. Кальмана)
11. княгиня Веглерсхейм («Сильва» И. Кальмана)
12. тётя Дина («Севастопольский вальс» К. Я. Листова (1961)
13. Парася Никаноровна («Трембита» Ю. С. Милютина)
14. Полина Дмитриевна («Шар голубой»)
15. Цецилия («Королева чардаша» И. Кальмана)
16. Биби-ханум («Кавказская племянница» Р. С. Гаджиева)
17. Матрёна («Сто чертей и одна девушка» Т. Н. Хренникова)
18. казачка Семёновна («Бабий бунт» Е. Н. Птичкина)
19. Каролина («Мистер Икс» И. Кальмана) (1956)
20. старушка «из бывших» («Прощай, Арбат!» С. П. Баневича и В. Е. Воробьёва) (1976)[2]

## Фильмография
1. 1931 — Путёвка в жизнь — девушка из шайки Жигана (нет в титрах, эпизод был вырезан, остались только общие планы)
2. 1954 — Укротительница тигров — Мария Михайловна, сердобольная мамаша Олечки (в титрах Богданова-Честнокова)
3. 1954 — Запасной игрок — болельщица
4. 1958 — Мистер Икс — мадам Каролина
5. 1958 — Шофёр поневоле — Зоя Семёновна
6. 1959 — Шинель — супруга именинника (нет в  титрах)
7. 1963 — Каин XVIII — Первая придворная дама в королевстве Власты
8. 1963 — Крепостная актриса — стареющая примадонна Гликерия Орестовна Рыкалова
9. 1964 — Донская повесть — паромщица
10. 1964 — Верьте мне, люди — эпизод
11. 1964 — Зайчик — прима в театре
12. 1964 — Весенние хлопоты — Капитолина Андреевна
13. 1966 — 12 стульев (телеспектакль) — Елена Станиславовна Боур, бывшая красавица-прокурорша
14. 1967 — Домик (телепостановка комедии 1939 г. В. Катаева) — Сарыгина, внучка нематематика Лобачевского (реж. А. Белинский, Ленинградское ТВ)
15. 1967 — Захудалое королевство (ч/б телеспектакль Ленинградского ТВ, режиссёр Глеб Селянин) — волшебница Канимура
16. 1968 — Трембита — партия Параси Никаноровны
17. 1968 — Удар! Ещё удар! — бабушка Толи Стародуба
18. 1971 — 12 стульев — Елена Станиславовна Боур
19. 1972 — Последние дни Помпеи — хористка
20. 1973 — Мы хотим танцевать (фильм-концерт) — Матильда Ивановна Волна-Задунайская[3]
21. 1974 — Царевич Проша — базарная торговка
22. 1974 — Звезда экрана — дама с собачкой
23. 1975 — Финист — Ясный Сокол — старушка-веселушка
24. 1976 — Синяя птица — Удовольствие Есть
25. 1977 — Труффальдино из Бергамо — дама, горожанка Венеции
26. 1978 — Захудалое королевство (телеспектакль Ленинградского ТВ, новая постановка, режиссёр Глеб Селянин) — волшебница Канимура
27. 1979 — Соловей — Судомойная дама второго ранга
28. 1979 — Летучая мышь — Амалия

## Озвучивание мультфильмов
1. 1979 — Приключения Чипа — Петя
2. 1980 — Петькины трюки — Петя
3. 1981 — Всем чертям назло

## Награды и звания
- два ордена Трудового Красного Знамени
- орден Красной Звезды (12.11.1945) — за фронтовые концерты
- Медаль «За трудовое отличие» (21.06.1957) — в ознаменование 250-летия города Ленинграда и отмечая заслуги трудящихся города в развитии промышленности, науки и культуры[4]
- медаль «За боевые заслуги» — за спасение машины с людьми на Ладоге
- медаль «За оборону Ленинграда» (1943)
- медаль «За победу над Германией в Великой Отечественной войне 1941—1945 гг.»
- юбилейная медаль «Двадцать лет Победы в Великой Отечественной войне 1941—1945 гг.» (1965)
- юбилейная медаль «Тридцать лет Победы в Великой Отечественной войне 1941—1945 гг.» (1975)
- Народная артистка РСФСР (24 апреля 1970)
- Заслуженная артистка РСФСР (22 июня 1957)
- Сталинская премия (1947)

## Документалистика
- Документальный фильм. Автор сценария: Н. Виноградова. Режиссер: М. Трофимов. Студия «Культура». Дирекция ВГТРК г. Санкт-Петербург. 2004 г (8 марта 2017). Божественная Гликерия. Россия-Культура. {{cite episode}}: |series= пропущен или пуст (справка); Внешняя ссылка в |credits= (справка)
- Гликерия Богданова-Чеснокова. Человек в кадре. Документальный фильм. Автор сценария телецикла «Человек в кадре» — С. Капков, телеканал «Время. Первый канал. Всемирная сеть». 11 сентября 2015[5].